# 39 ق هـ
39 ق هـ هي السنة التاسعة والثلاثون السابقة للهجرة النبوية، وهي توافق ما بين سنتي 583 و584 حسب التقويم الميلادي، أي أنها بدأت في سنة 583م وانتهت في سنة 584م.

## أحداث
- هاجت حرب الفجار بين قريش ومن معها من كنانة وبين قيس عيلان، وهو من أعظم أيام العرب.[4]